# 3488 Brahic
3488 Brahic (1980 PM) là một tiểu hành tinh vành đai chính được phát hiện ngày 8 tháng 8 năm 1980 bởi Bowell, E. ở Flagstaff (AM).
Nó được đặt theo tên André Brahic.